# Дисперсия (биология)
Дисперсия — термин, обозначающий разнообразие признаков в популяции.
Одна из количественных характеристик популяции. Для описания бесполой и гермафродитной популяции кроме дисперсий по каждому признаку (σ) надо знать также число особей (N) и средние значения признаков (Δx).
В раздельнополой популяции каждый пол имеет свою величину дисперсии — (σM ) и (σF ). Другие параметры — это число особей (N), соотношение полов и половой диморфизм.

## Дисперсия в онтогенезе

### Генотипическая дисперсия
Дисперсия генетического материала популяции или вида. Включает генетическую информацию ядра, митохондрий, рибосом и других органелл. Новое генетическое разнообразие происходит за счет мутаций, которые могут принимать форму рекомбинации, миграции и/или нарушений кариотипа (числа, формы, размера и внутреннего распределения хромосом). Генетический дрейф является статистической мерой скорости генотипического изменения популяции.

### Фенотипическая дисперсия
Один и тот же ген в разных условиях среды может реализоваться в 1, 2, несколько или целый спектр значений признака (фенов). Точно так же один и тот же генотип в разных условиях среды может реализоваться в целый спектр, потенциально возможных фенотипов, но в каждом конкретном онтогенезе реализуется из этого спектра фенотипов только один. Под наследственной нормой реакции понимают максимально возможную ширину этого спектра. Норма реакции характеризует долю участия среды в реализации признака. Чем шире норма реакции, тем больше влияние среды и тем меньше влияние генотипа в онтогенезе. Обычно чем разнообразнее условия обитания вида, тем шире у него норма реакции.

## Дисперсия в филогенезе
Чтобы популяция «чувствовала» приближение фронта вредного фактора среды, необходим контакт кривой смертности популяции с этим фронтом. То есть за получаемую информацию популяции приходится все время платить определенную жертву в виде элиминации самых чувствительных к данному фактору особей. При этом плата пропорциональна получаемой информации и тесно связана с фенотипической дисперсией популяции. Если фенотипическая дисперсия мала, то в стабильной среде нет элиминации и нет информационного контакта популяции со средой. В этом случае очередное внезапное изменение среды может застать популяцию врасплох и погубить её целиком. Наоборот, если фенотипическая дисперсия очень велика, то чрезмерно растет плата за новую информацию. Следовательно, существует некая оптимальная для данной популяции в данной среде величина фенотипической дисперсии, которая обеспечивает заблаговременное получение необходимой информации при минимальной плате за неё.

### Отрицательная обратная связьрегулирующая дисперсию популяции
Известные генетические механизмы диплоидии, гомо-, гетеро- зиготности и гаметности, способны регулировать дисперсию и автоматически поддерживать её оптимум за счет механизма отрицательной обратной связи. Гетерозиготность играет консервативную роль предохраняя рецессивные признаки от действия отбора. Дисперсия при этом уменьшается. Гомозиготность играет оперативную роль, проявляет рецессивные признаки и увеличивает дисперсию. В простейшем случае моногибридного скрещивания: 2Aa ↔ AA + aa, рост дисперсии означает увеличение пропорции гомозигот, тогда как её уменьшение, наоборот связано с увеличением пропорции гетерозигот.
Было показано, что изменение равновесия влево (гибридизация, аутбридинг) увеличивает гетерозиготность, увеличивает потенциальную изменчивость и сужает дисперсию. С другой стороны, изменение равновесия вправо (инбридинг) уменьшает гетерозиготность, увеличивает свободную изменчивость и дисперсию. Переход к более сложным полиаллельным случаям не меняет основных выводов.